# Tillyria

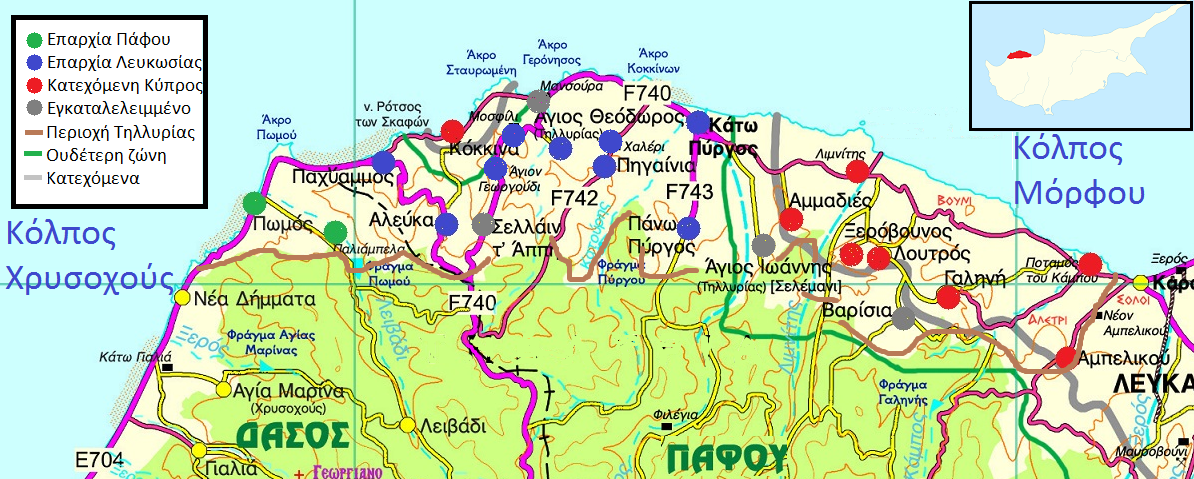
La penisola della Tillyria

La Tillyria (in greco Τηλλυρία?; in turco Dillirga) è una penisola montuosa di Cipro  lunga 6 km e larga 30 km situata nella parte nord-occidentale dell'isola, tra il Golfo di Polis e la baia di Morphou. La maggior parte appartiene al distretto di Nicosia, mentre una parte si trova in quello di Paphos e a Cipro del Nord. Nella zona della Tillyria si trova il villaggio di Kokkina, l'unica zona occupata da Cipro del Nord che è racchiusa dal territorio della Repubblica di Cipro.

## Descrizione

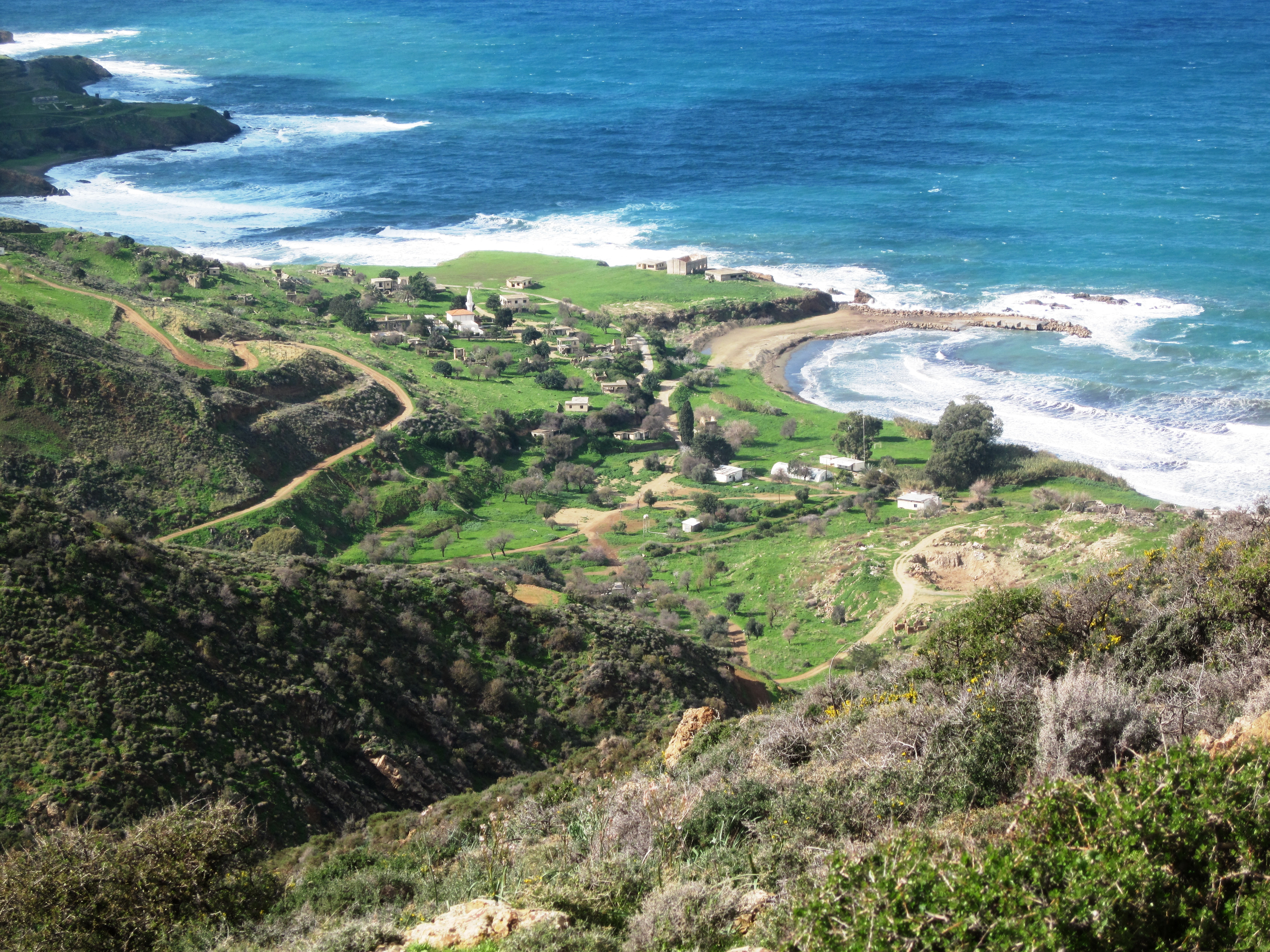
Il villaggio di Kokkina

Il terreno è montuoso con pendii ripidi e un'altitudine che raggiunge 800 metri a poca distanza dalla costa. I villaggi della Tillyria, parte nella Repubblica di Cipro e parte a Cipro del Nord, sono Kato Pyrgos (il più grande), Pano Pyrgos, Pachyammos, Pachyaminia, Pogainia, Pomos, Paliabela, Kokkina, Ammadies, Xerovounos, Loutros, Limnitis, Galini, Potamos tou Kampou, Agios Georgios, Agios Theodoros, Selemani, Agios Ioannis, Aleuka, Variseia, Mansura, Mosfileri (Mosfili), Selladin t'Appi, e Haleri.

## Storia
Nell'agosto 1964 ci fu un raid e un bombardamento da parte dell'aviazione turca. Kokkina era un'enclave turco-cipriota e i turco-ciprioti la usavano per contrabbandare dalla Turchia armi e soldati a Cipro. All'inizio di agosto, le forze della Guardia nazionale cipriota attaccarono l'enclave su ordine di Georgios Grivas. Questa azione fu controversa perché nello stesso momento si stavano svolgendo i negoziati sul piano Acheson. La Turchia reagì violentemente bombardando posizioni e villaggi greco-ciprioti con bombe al napalm. Il bombardamento uccise 55 persone (ciprioti e greci), tra cui 28 civili, e ne ferì 125 (69 soldati e 56 civili).

## Giurisdizione ecclesiastica
L'area della Tillyria è ecclesiasticamente sotto la giurisdizione della Metropoli di Kykkos e Tillyria e del Coropiscopato di Arsinoe.